# 愛知県社会福祉士会

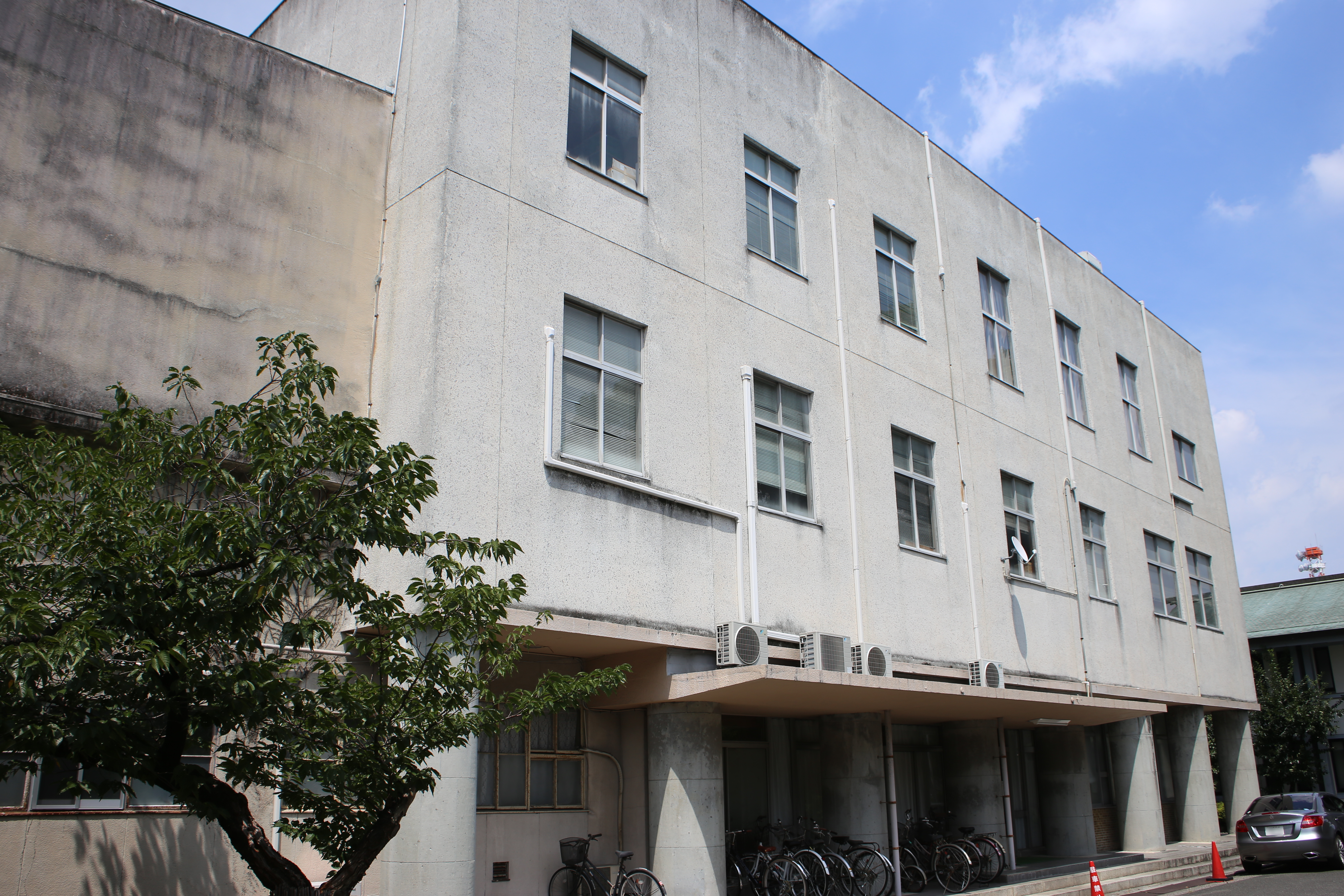
桜花会館南館（2020年8月）

一般社団法人愛知県社会福祉士会（あいちけんしゃかいふくししかい、英称 Aichi Association of Certified Social Workers）は、日本社会福祉士会と協働して人々の生活と権利の擁護及び社会福祉の増進に寄与する一般社団法人。
愛知県における福祉の向上のために、会の人的資源を活用し、高齢者・障がい者の虐待対応などの権利擁護事業をはじめ、自殺対策・生活困窮者自立支援事業や、福祉サービス第三者評価など、さまざまな事業に取り組んでいる。

## 本部所在地
- 〒460-0001 愛知県名古屋市中区三の丸一丁目7番2号 桜華会館 南館1階[1]

## 支部
愛知県内各地域の特性に合った活動を展開することを目的として、支部が設けられている。会員は住所地または勤務地のある支部に所属している。
- 名古屋支部（名古屋市）
- 尾張支部（瀬戸市、春日井市、犬山市、小牧市、尾張旭市、豊明市、日進市、愛知郡、一宮市、津島市、江南市、稲沢市、岩倉市、愛西市、清須市、北名古屋市、あま市、弥富市、長久手市、西春日井郡、丹羽郡、海部郡）
- 三河支部（岡崎市、豊田市、みよし市、碧南市、刈谷市、安城市、西尾市、知多市、高浜市、額田郡、豊橋市、豊川市、蒲郡市、新城市、田原市、北設楽郡）
- 知多支部（半田市、常滑市、東海市、大府市、知多市、知多郡）

## 組織・事業部
- 総務部
  - 事務局
  - 広報委員会 (活動内容や関係団体等について、福祉関係者等に情報提供する場を設けることにより、関係団体等の活動や事業について情報提供を行い、活性化に努める。)
  - ソーシャルワーカーデー企画実行委員会 (福祉専門職能団体と福祉専門職養成校団体との協力により、多様化するソーシャルワークのあり方と将来を担う人材育成について考え、福祉従事者、福祉系学生、一般市民にアピールする機会を提供。)
  - 災害支援対策委員会 (大規模災害時に専門職としてのソーシャルワークが展開できるような体制を支部と連携して整備。)
- 生涯研修センター (基本的な知識と技術の向上を図る「基礎研修」をはじめ、スクールソーシャルワーカーの養成講座、介護支援専門員の研修、その他職域・専門分野別に、さまざまな研修等の事業を実施。)
  - 生涯研修委員会 (生涯研修制度の普及と推進、認定社会福祉士制度と連動する「基礎研修」の運営を担うとともに、各々の職域を越えて幅広く交流するための研修機会等を提供。)
  - スーパービジョン委員会 (生涯研修制度および認定社会福祉士制度において、基礎研修修了後の段階である「スーパービジョン研修」の運営および「スーパービジョン」の実施と支援体制の構築を担う。)
  - 高齢者支援委員会 (高齢者支援に深く関わる職種を対象として、その専門的力量（相談援助能力、マネジメント能力、連携能力など）が向上する研修を考案し、広く参加機会を設ける。地域包括支援センター職員等に対し、地域ケア会議を運営する力や多職種と連携する力が身につくようにする。また 介護支援専門員に対し、社会福祉士会方式のアセスメント手法を学ぶことで質の高いケアマネジメントが身につくようにする。)
  - 後継者育成研修委員会 (社会福祉の職場での実習生受け入れをすすめるため、職能団体として社会福祉士実習指導者を養成する。また、現に相談し援助実習に携わっている実習指導者のより一層のスキルアップと情報交換を目的として実習を修了した学生を交えてのフォローアップ研修を実施。)
  - 子ども家庭福祉委員会 (子ども家庭福祉の推進、支援を進めるとともに、即戦力となるスクールソーシャルワーカーの養成を目指す。スクールソーシャルワーカーの普及啓発を推進し、教育現場で求められるスクールソーシャルワーカーが愛知県内で恒常的に配置されることを目指す。また、現任スクールソーシャルワーカー並びに、スクールソーシャルワーカーに就業を希望する者等のブラッシュアップを図る。なお、２０１９年度から、スクールソーシャルワーク委員会を名称変更する。これに伴い、スクールソーシャルワークのみならず、子ども家庭全般の事業展開を担うことを目指して準備を行う。)
- 愛知ぱあとなあセンター (援助を必要とする人々の生活と権利を擁護するため、判断能力に支障のある方の法定後見、高齢者・障がい者の虐待対応、リーガルソーシャルワークなど、権利擁護に関する事業を実施。)
  - 成年後見研修委員会 (成年後見人候補者の養成、成年後見人として活動する、もしくは活動しようとする者の質の向上をはかる。弁護士会等の専門職と連携を図り、研修会や勉強会等を実施。)
  - 成年後見活動委員会 (成年後見人として活動する、もしくは活動しようとする者の質の向上を図る。家庭裁判所等からの成年後見人等候補者推薦依頼に対し、適切な「ぱあとなあ」登録者を推薦することにより、成年後見人等受任を円滑に行う。成年後見利用促進法の施行による社会福祉士の専門職後見人としての期待に応えられるよう、成年後見制度について研鑽する。さらに、専門職後見人である弁護士・司法書士・社会福祉士【三士会】などや、家庭裁判所・行政・後見センター等との連携を図る。)
  - 成年後見制度利用促進委員会 (成年後見制度利用促進法の趣旨に則り、本人の意思決定支援を基調とした本人にメリットのある成年後見制度として、家庭裁判所をはじめ、関係する諸団体との連携を強化し、地域における権利擁護システムの構築に参画する。そのためにも、地域における権利擁護システムに寄与できる人材をの育成を図る。)
  - リーガルソーシャルワーク委員会 (罪を犯した人たちのなかには、福祉的支援を必要としている高齢者や障害者等が存在し、これらの人たちへの社会復帰に向けた支援が重要である。罪を犯した人たちが再び地域の一員として生活を再構築していくため刑事司法分野の支援者と共通認識を持ち協力して支援を行う。そして福祉職の役割と支援の実際、関係者との連携のあり方を学ぶ。)
  - 高齢者・障害者虐待対応委員会 (養護者及び施設従事者に関する高齢者・障害者高齢者虐待対応に関する研修会を実施し、高齢者虐待対応の理解を深め実践力を高めるとともに、弁護士会と協働して高齢者・障害者虐待対応専門職チームを結成し、市町村に派遣することにより、地域での虐待対応の力量の向上を目的とする。また、他の関連分野の委員会とともに連携し、権利擁護に向けた視点を高める。)
- 生活支援相談ほっとセンター (生活困窮者からの電話・来所相談や、自殺対策研修、生活困窮者等支援者に対する研修事業など、「福祉に関する相談援助」活動を実施。)
  - 相談支援委員会 (福祉に関する相談援助活動を推進し、相談や援助を必要とする人々の相談支援を実施。)
  - 自殺対策委員会 (生活上のさまざまな困難を越え、自殺のリスクが高い状態にある方々の支援に携わっている支援担当者が、自殺対策の知識と技術を獲得できるよう研修を実施する。自殺対策に貢献することを目的とする。)
  - 生活困窮者自立支援制度研修委員会 (生活困窮者自立支援事業の従事者に必要な、相談支援の知識と技術の維持・向上を目的として研修を実施する。人材養成により、生活困窮者支援に貢献することを目的とする。)
- 福祉・介護サービス情報調査センター (福祉サービス等利用者の権利擁護を推進し、福祉事業を行う事業者が提供する福祉サービスの質を公正・中立かつ客観的な立場から評価する専門職団体として、愛知県福祉サービス第三者評価推進センターによる認証【18地福第102-4号】を受けて、福祉サービス第三者評価を実施。)
- タスクチーム【特命委員会】 (社会情勢等により求められている役割を果たすことができるよう、特命委員会を設置し、事業の実施や体制整備を図る。)
  - 多文化ソーシャルワークチーム (愛知県内における外国人の状況、生活上の問題、関係機関の取組等を知ることにより、社会福祉士として必要な知識を得、適切な関わりができるようにする。)
  - 障がい者生活支援チーム (社会福祉士として障がい者の地域生活支援のための知識・技能の蓄積や、多職種連携による家族全体の支援に必要なネットワーク構築のための取組を実施。)